# Ingrid
Ingrid is een vrouwelijke voornaam van Noorse oorsprong. Het eerste deel van de naam, ing, hangt samen met de naam van de stamgod der Inguaeonen. Het tweede deel is waarschijnlijk Oudnoors voor "schoon". 

## Bekende naamdraagsters
- Ingrid van Zweden (1910-2000), koningin-gemalin van Denemarken
- Ingrid Bergman (1915-1982), Zweedse filmactrice
- Ingrid van Houten-Groeneveld (1921), Nederlandse astronome
- Ingrid Haebler (1926), Oostenrijkse pianiste
- Ingrid Thulin (1926-2004), Zweedse filmactrice
- Ingrid Haebler (1929), Oostenrijks pianiste
- Ingrid Jonker (1933-1965), Zuid-Afrikaans dichteres en schrijfster
- Ingrid Evers (1946), Nederlands historica
- Ingrid Winterbach (1948), Zuid-Afrikaans schrijver
- Ingrid Peters (artiest) (1954), Duits zangeres en presentatrice
- Ingrid Daubechies (1954), Belgisch natuurkundige en wiskundige
- Ingrid Kappelle (1960), Nederlandse lyrisch dramatische sopraan
- Ingrid Berghmans (1961), Belgische judoka
- Íngrid Betancourt (1961), Frans-Colombiaans politica
- Ingrid Prigge (1963), Nederlandse langeafstandsloopster
- Ingrid Haringa (1964), Nederlands wielrenster en schaatsster
- Ingrid Lieten (1964), Belgisch politica
- Ingrid Paul (1964), Nederlands schaatsster en schaatscoach
- Ingrid Hoogervorst, Nederlands schrijfster
- Ingrid van Engelshoven (1966), Nederlands minister
- Ingrid de Caluwé (1967), Nederlands politica
- Ingrid van Lubek (1971), Nederlands triatlete
- Ingrid Chauvin (1973), Frans actrice
- Ingrid Leijendekker (1975), Nederlands waterpolospeelster
- Ingrid Visser (1977-2013), Nederlands volleybalster
- Ingrid Jacquemod (1978), Frans alpineskiester
- In-Grid (1978), Italiaanse dance-artiest
- Ingrid Michaelson (1979), Amerikaans zangeres en songwriter
- Ingrid Jansen (1983), Nederlands danseres, actrice en presentatrice
- Ingrid Alexandra van Noorwegen (2004), Noors prinses